# Olivio Kocsis-Bolo
Kocsis-Cake Olivio (nascido a 31 de março de 1980 em Budapeste, Hungria) é um político húngaro. Desde maio de 2018 é membro do parlamento na Assembleia Nacional da Hungria (Országgyűlés). Deixou o LMP em fevereiro de 2013, foi membro fundador do Diálogo para a Hungria, e foi eleito líder do partido em 2014. Nas eleições parlamentares húngaras de 2018, foi eleito membro do parlamento representando o 5.º círculo eleitoral de Budapeste.
Durante as eleições gerais de 2022 na Hungria, não conseguiu entrar na lista do seu partido, Diálogo para a Hungria, e perdeu a sua cadeira no parlamento.